# Jo, robot
|  | Aquest article tracta sobre la novel·la d'Issac Asimov. Si cerqueu la pel·lícula del 2004, vegeu «Jo, robot (pel·lícula)». |

Jo, robot (I, Robot en la versió original en anglès) és una recopilació de nou històries curtes de ciència-ficció escrites per Isaac Asimov i publicades en diverses revistes estatunidenques entre els anys 1940 i 1950. Gnome Press va recopilar-les i les publicà en un llibre el 1950, amb un tiratge inicial de 5.000 exemplars. Tots els relats estan relacionats per un marc narratiu en què la fictícia Dra. Susan Calvin explica la història a un reporter (que fa de narrador) del segle 21. Malgrat que les històries poden ser llegides per separat, totes comparteixen una mateixa temàtica: la relació entre robots, humans i moral; que quan es combinen formen una part més gran de la història de la robòtica fictícia d'Asimov. L'obra suposà l'inici d'una llarga sèrie de relats inclosos dins un complex univers de ficció creat per l'autor i que tracta d'un futur on els humans comparteixen la seva existència amb els robots.
Molts dels relats inclouen la Dra Calvin, cap de robopsicologia a U.S. Robots and Mechanical Men, Inc., el fabricant de robots més important. Després de la publicació d'aquests relats, Asimov va escriure una seqüència marc fent que els relats fossin records de Calvin en una entrevista sobre la seva feina, que consistia majoritàriament en el comportament aberrant dels robots i en l'ús de la "robopsicologia" per a esbrinar que passa al cervell positrònic. El llibre també inclou un relat on apareixen per primera vegada les tres lleis de la robòtica, que tingueren un gran impacte en la ciència-ficció i també en el pensament de l'ètica en la intel·ligència artificial. En aquests relats també hi apareixen altres personatges com ara Powell i Donovan, un equip de proves sobre el terreny que busca errors als prototips de la USRMM.
Aquesta recopilació comparteix el títol amb el relat de 1939 "Jo, Robot" d'Eando Binder (pseudònim d'Earl i Otto Binder), que tingué una forta influència en Asimov. Asimov volgué titular el recull Ment i Ferro (Mind and Iron en anglès) i objectà que tingués el mateix títol que el relat de Binder, com proposà l'editorial. En la introducció al relat a Isaac Asimov Presents the Great SF Stories de 1979, Asimov escriguí:
| «              | (anglès) It certainly caught my attention. Two months after I read it, I began 'Robbie', about a sympathetic robot, and that was the start of my positronic robot series. Eleven years later, when nine of my robot stories were collected into a book, the publisher named the collection I, Robot over my objections. My book is now the more famous, but Otto's story was there first. | (català) Naturalment, va captar la meva atenció. Dos mesos després d'haver-lo llegit, vaig començar 'Robbie', sobre un robot comprensiu, i aquest fou l'inici de la meva sèrie sobre robots positrònics. Al cap d'onze anys, quan el llibre amb nou dels meus relats sobre robots es publicà, l'editor el titulà Jo, Robot malgrat que jo m'hi vaig oposar. El meu llibre és ara el més conegut, però el relat d'Otto hi era abans. | » |
| — Isaac Asimov | | |   |

## Relats
1. Introducció
2. "Robbi (1940, 1950)
3. "Runaround" (1942)
4. "Reason" (1941)
5. "Catch That Rabbit" (1944)
6. "Liar!" (1941)
7. "Little Lost Robot" (1947)
8. "Escape!" (1945)
9. "Evidence" (1946)
10. "The Evitable Conflict" (1950)

## Rebuda per la crítica
El New York Times descrigué Jo, Robot com "un thriller científic excitant que podria ser divertit per tots aquells que no tenen els pèls de punta per la potencialitat de l'era atòmica." En descrivint-lo com a "contínuament fascinant", Groff Conklin el recomanà "sense reserves". P. Schuyler Miller el recomanà "per les situacions enigmàtiques, per l'humor, pels personatges afectuosos, [i] per l'escriptura planera i bona".

## Traducció al català
Antoni Ibarz i Joaquim Martí van traduir aquesta obra al català. Està disponible tant en rústica com en format de butxaca.

## Adaptacions
El llibre va tenir una adaptació cinematogràfica en la pel·lícula homònima protagonitzada per Will Smith l'any 2004.

## Preqüeles
L'herència d'Asimov va demanar a Mickey Zucker Reichert, escriptor de ciència-ficció amb el grau de medicina, que escrigués tres preqüeles de Jo, Robot. Va conèixer Asimov quan tenia 23 anys, encara que no el coneixia gaire bé. És la primera escriptora que ha rebut l'autorització per a escriure relats basats en les novel·les d'Asimov; les seqüeles de la sèrie de la Fundació foren escrites per Gregory Benford, Greg Bear i David Brin. Berkley Books va encarregar les preqüeles, que consistiren en:
- I Robot: To Protect (2011)
- I Robot: To Obey (2013)
- I Robot: To Preserve (2016)